# مديرية ليما
مديرية ليما (بالإسبانية: Distrito de Lima)‏ هي مديرية في بيرو، تقع في إقليم ليما، بلغ عدد سكانها 268,352  نسمة وذلك حسب إحصائيات سنة 2017، عاصمتها ليما، تبلغ مساحتها 21.88 كيلومتر مربع.

## معرض صور

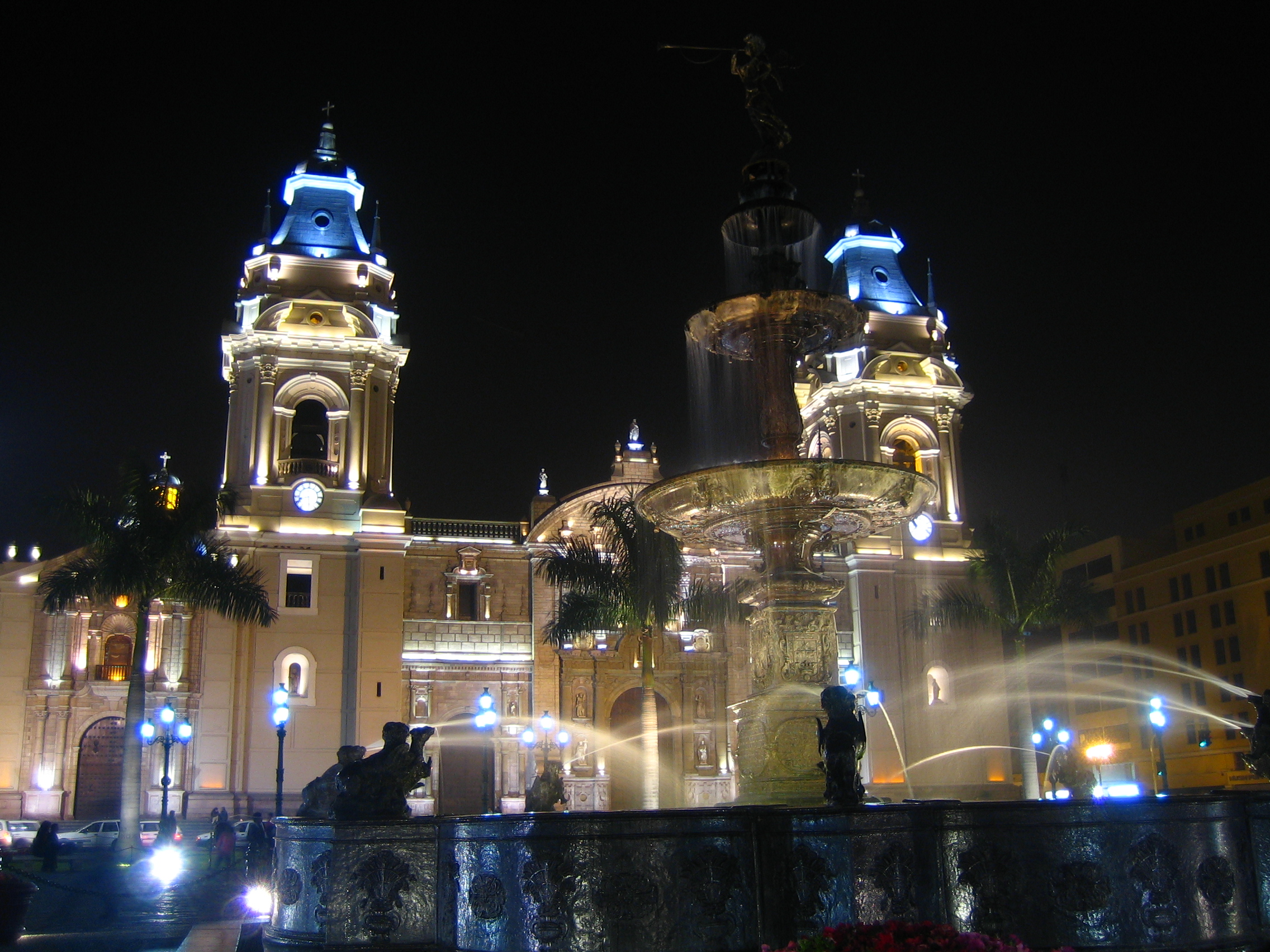
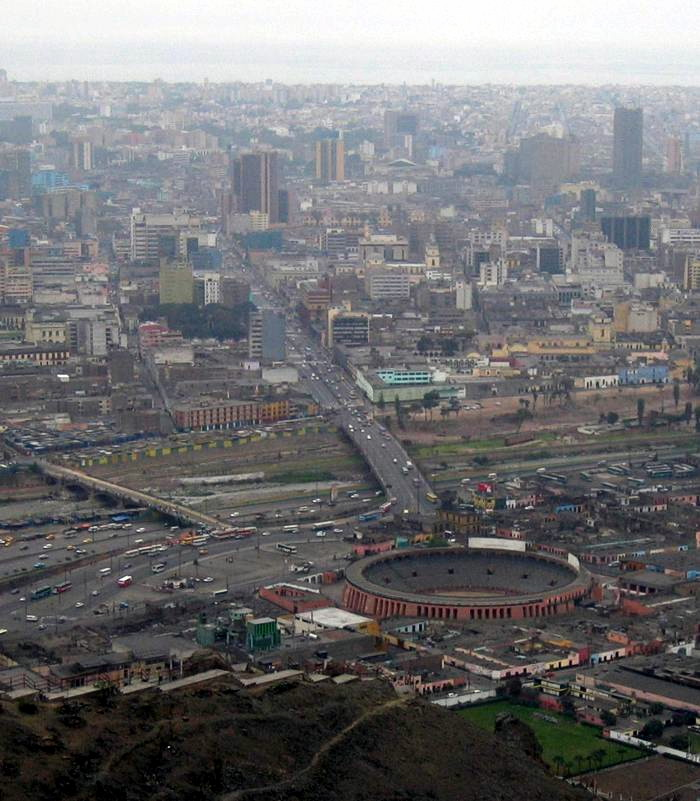
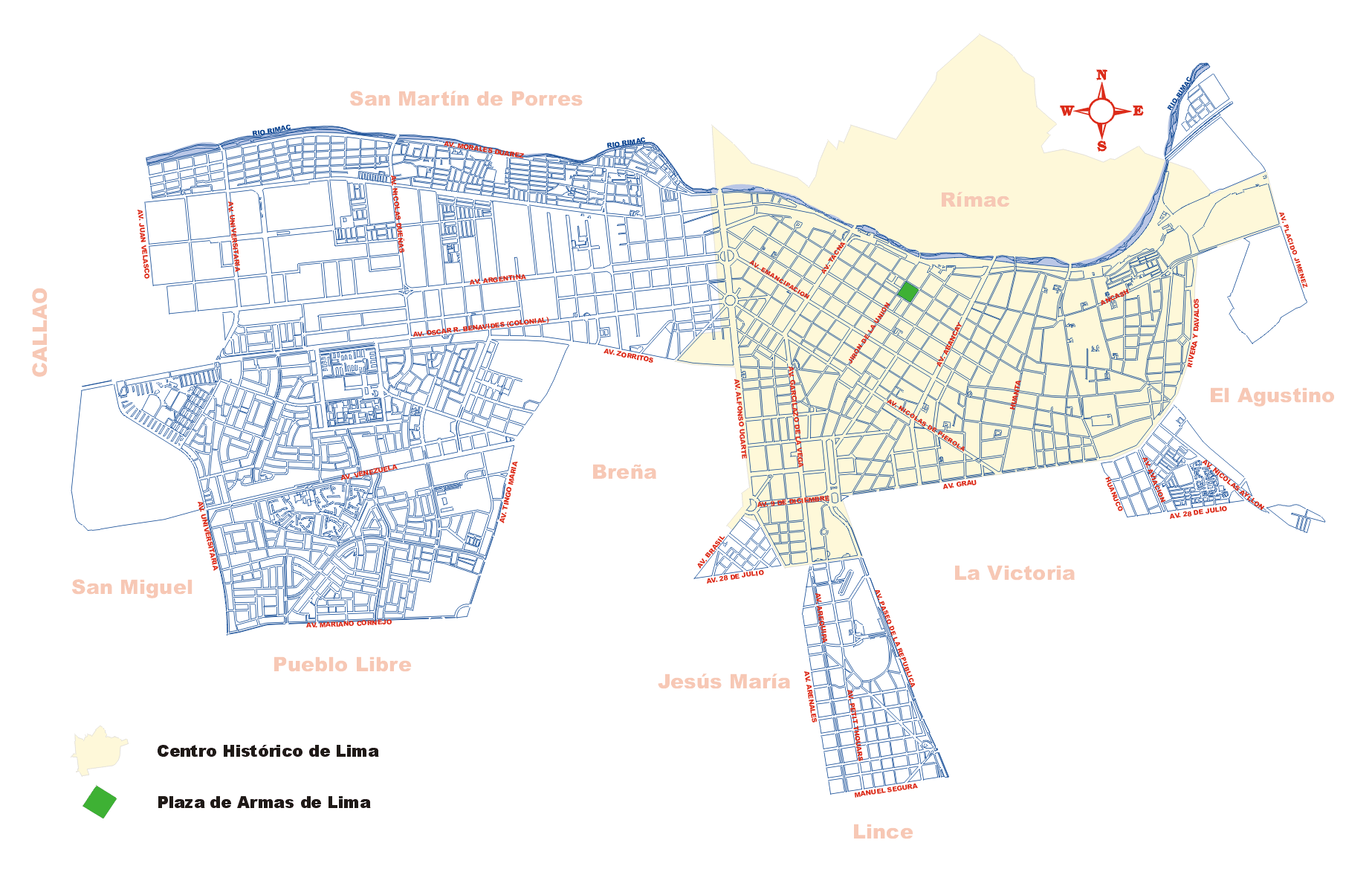

## الموقع
تشترك في الحدود مع:
- Carmen de la Legua Reynoso District [الإنجليزية]‏
- Bellavista District [الإنجليزية]‏
- مديرية كاياو.